# Saison 2008-2009 du FC Barcelone
Maillots
Chronologie
Saison précédente Saison suivante
La saison 2008-2009 du FC Barcelone est la 110e depuis la fondation du club. C'est une saison marquée par l'arrivée d'un nouvel entraîneur, Pep Guardiola en remplacement de Frank Rijkaard qui a été à la tête de l'équipe durant cinq ans. Ronaldinho et Deco quittent le club en été 2008.
Le club barcelonais réalise un triplé championnat-Coupe-Ligue des champions retentissant. C'est la première fois dans l'histoire qu'un club espagnol réalise un tel triplé. Le bilan du FC Barcelone, toutes compétitions confondues, est le suivant : 42 victoires, 12 nuls et 5 défaites ; 156 buts inscrits pour 52 buts encaissés. Elle est à ce jour considérée comme la meilleure équipe de l’histoire.

## Résumé de la saison
Guardiola décide dès le début de la saison de se séparer de Deco et Ronaldinho. Deco est vendu à Chelsea pour 10 millions d'euros et Ronaldinho à l'AC Milan pour 25 millions. Souhaitant se séparer de Samuel Eto'o également, il finit par changer d'avis après une énorme pré-saison du buteur camerounais. Ezquerro ou Zambrotta quittent également le club.

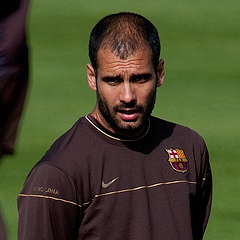
Pep Guardiola devient l'entraîneur du Barça.

Côté arrivées, Daniel Alves, le latéral brésilien en provenance du Séville FC est le transfert le plus élevé du Barça pour un défenseur avec 32 millions d'euros. Arrivent aussi le milieu récupérateur malien Seydou Keita, coéquipier de Daniel Alves au Séville FC, Gerard Piqué, défenseur central formé au club et rapatrié de Manchester United pour 5 millions d'euros, Alexander Hleb, milieu offensif biélorusse en provenance d'Arsenal FC et Martín Cáceres, défenseur uruguayen en provenance de Villarreal CF pour 16 millions d'euros. Pep Guardiola complète l'effectif avec trois juniors : Pedro, Víctor Sánchez et surtout le milieu de terrain Sergio Busquets.
La saison démarre avec une défaite et un nul avant un enchainement de victoires sur des scores prodigieux. À la dixième journée, il faut remonter au Real Madrid des années 1950 avec pour trouver une équipe aussi prolifique (34 buts marqués). Le Barça est champion d'hiver de la Liga avec 50 points sur 57 possibles soit 16 victoires, 2 nuls et 1 seule défaite, battant ainsi le record absolu de points à mi-saison, jusque-là détenu par le Real Madrid lors de la saison 2007-2008. Il bat également le record de victoires consécutives à l'extérieur avec 8 en championnat et 13 en tout. L'équipe marque plus de 3 buts par match de moyenne en championnat (65 buts en 21 matchs). 
Lionel Messi est le véritable leader de cette équipe avec à la mi-saison un total de 21 buts en 24 apparitions. Messi qui, par ailleurs, inscrit le 5 000e but de l'histoire du Barça, le premier février 2009, en entrant à la 58e minute et en inscrivant un doublé, alors que l'équipe est menée 1-0 à Santander.
En Copa del Rey, le Barça poursuit son chemin tandis qu'en Ligue des champions l'équipe sort facilement de la phase de groupe.
Lors du huitième de finale retour face à Lyon, le FC Barcelone bat le septuple Champion de France 5-2 et se qualifie pour les quarts de finale.
Le 8 avril au Camp Nou, lors des quarts de finale aller de la Ligue des champions, le Barça s'impose face au Bayern Munich sur un score de 4-0 et s'assure la qualification pour les demi-finales.
Le 2 mai, le Clasico entre le FC Barcelone et le Real Madrid se termine par un 2-6 en faveur du Barça avec des doublés de Thierry Henry et Lionel Messi. Le Real Madrid n'avait plus encaissé six buts à domicile depuis les années 1930. Grâce à cette victoire, le sacre en Liga du FC Barcelone est quasiment assuré à quatre journées de la fin du championnat, sept points séparant les deux formations. Le dernier but inscrit par le défenseur Piqué est également le 100e but du Barça de la saison (en 34 matchs).
Le 6 mai 2009, le FC Barcelone se qualifie pour la finale de la Ligue des champions à Stamford Bridge, le stade de Chelsea, aux dépens du club londonien, grâce à un but d'Andres Iniesta à la 93e minute de jeu (1-1 sur l'ensemble des deux matches) au terme d'une double confrontation très serrée. 
Le 13 mai, Barcelone remporte sa vingt-cinquième Coupe du Roi face à l'Athletic Bilbao, onze ans après sa dernière victoire. Malgré les absents côté catalan et l'ouverture du score à la 9e minute de Gaizka Toquero Pinedo, le Barça a marqué à quatre reprises ; par Yaya Touré à la 31e, Lionel Messi à la 55e, Bojan Krkić à la 58e et Xavi Hernández à la 64e.
Le 16 mai 2009, le FC Barcelone réalise le doublé en étant sacré champion d'Espagne.

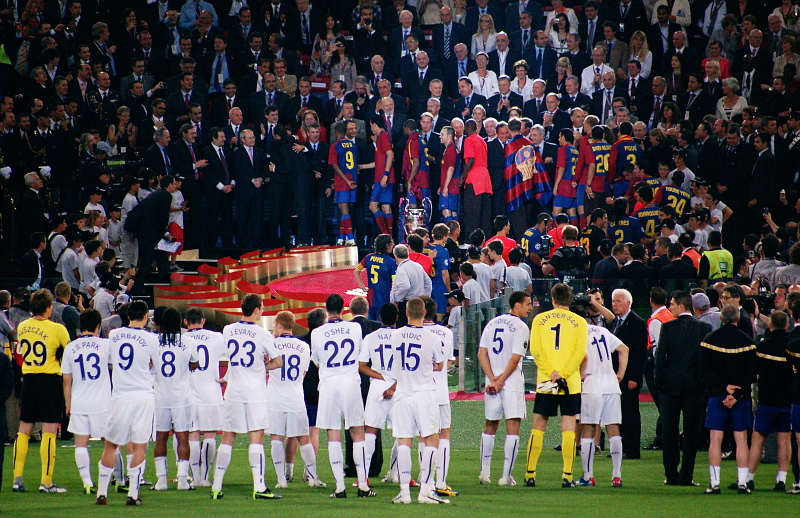
Le Barça recueillant le trophée de la Ligue des champions à Rome.

Le 27 mai 2009, le FC Barcelone remporte la Ligue des champions en s'imposant 2-0 face à Manchester United au Stadio Olimpico de Rome avec des buts de Samuel Eto'o à la 10e minute et de Lionel Messi, de la tête, à la 70e. C'est la première fois de l'histoire du football espagnol qu'une équipe réalise le triplé.
Tout au long de la saison Pep remet au goût du jour le mythique football total inspiré par Johan Cruijff au début des années 1990, pressing, engagement, récupération, fluidité étaient les maîtres mots durant l'épopée 2008-2009.

## Joueurs

### Effectif de la saison
L'effectif professionnel de l'équipe première est composé de 25 joueurs.
| N° | Nom               | Poste                             | Naissance         | Nationalité sportive | Fin du contrat | Arrivée au club            |
|    |                   |                                   |                   |                      |                |                            |
| 1  | Víctor Valdés     | Gardien de but                    | 14 janvier 1982   | Espagne              | 30 juin 2010   | Formé au club              |
| 13 | José Manuel Pinto | Gardien de but                    | 15 novembre 1975  | Espagne              | 30 juin 2010   | 2008 du Celta Vigo         |
| 25 | Albert Jorquera   | Gardien de but                    | 3 mars 1979       | Espagne              | 30 juin 2010   | Formé au club              |
|    |                   |                                   |                   |                      |                |                            |
| 18 | Gabriel Milito    | Défenseur central                 | 7 septembre 1980  | Argentine            | 30 juin 2011   | 2007 du Real Saragosse     |
| 4  | Rafael Márquez    | Défenseur central                 | 13 février 1979   | Mexique              | 30 juin 2010   | 2003 de AS Monaco          |
| 27 | Víctor Sánchez    | Arrière droit/Milieu récupérateur | 8 septembre 1987  | Espagne              | 30 juin 2010   | Formé au club              |
| 5  | Carles Puyol      | Défenseur central                 | 13 avril 1978     | Espagne              | 30 juin 2010   | Formé au club              |
| 3  | Gerard Piqué      | Défenseur central                 | 2 février 1987    | Espagne              | 30 juin 2012   | 2008 de Manchester United  |
| 2  | Martín Cáceres    | Défenseur central                 | 7 avril 1987      | Uruguay              | 30 juin 2012   | 2008 du Villarreal CF      |
| 20 | Daniel Alves      | Arrière droit                     | 6 mai 1983        | Brésil               | 30 juin 2012   | 2008 du Séville FC         |
| 16 | Sylvinho          | Arrière gauche                    | 12 avril 1974     | Brésil               | 30 juin 2009   | 2004 du Celta Vigo         |
| 22 | Éric Abidal       | Arrière gauche                    | 11 juillet 1979   | France               | 30 juin 2011   | 2007 de Olympique lyonnais |
|    |                   |                                   |                   |                      |                |                            |
| 6  | Xavi Hernández    | Milieu récupérateur               | 25 janvier 1980   | Espagne              | 30 juin 2010   | Formé au club              |
| 8  | Andrés Iniesta    | Milieu offensif                   | 11 mai 1984       | Espagne              | 30 juin 2014   | Formé au club              |
| 24 | Yaya Touré        | Milieu récupérateur               | 13 mai 1983       | Côte d'Ivoire        | 30 juin 2011   | 2007 de AS Monaco          |
| 28 | Sergio Busquets   | Milieu récupérateur               | 16 juillet 1988   | Espagne              | 30 juin 2009   | Formé au club              |
| 15 | Seydou Keita      | Milieu récupérateur               | 16 janvier 1980   | Mali                 | 30 juin 2012   | 2008 du Séville FC         |
| 21 | Aliaksandr Hleb   | Milieu offensif                   | 1er mai 1981      | Biélorussie          | 30 juin 2012   | 2008 de Arsenal FC         |
| 26 | Pedro             | Milieu offensif                   | 28 juillet 1987   | Espagne              | 30 juin 2010   | Formé au club              |
|    |                   |                                   |                   |                      |                |                            |
| 7  | Eidur Gudjohnsen  | Second attaquant                  | 15 septembre 1978 | Islande              | 30 juin 2010   | 2006 de Chelsea FC         |
| 9  | Samuel Eto'o      | Avant-centre                      | 10 mars 1981      | Cameroun             | 30 juin 2010   | 2004 de RCD Majorque       |
| 14 | Thierry Henry     | Avant-centre                      | 17 août 1977      | France               | 30 juin 2010   | 2007 de Arsenal FC         |
| 10 | Lionel Messi      | Second attaquant                  | 24 juin 1987      | Argentine            | 30 juin 2014   | Formé au club              |
| 11 | Bojan Krkić       | Avant-centre                      | 28 août 1990      | Espagne              | 30 juin 2013   | Formé au club              |
|    |                   |                                   |                   |                      |                |                            |
|    | Pep Guardiola     | Entraîneur                        | 18 janvier 1971   | Espagne              | 30 juin 2010   | 2008                       |
|    | Tito Vilanova     | Entraîneur adjoint                | 17 septembre 1968 | Espagne              | 30 juin 2010   | 2008                       |

### Buteurs (toutes compétitions)
- 38 buts : Lionel Messi
- 36 buts : Samuel Eto'o
- 26 buts : Thierry Henry
- 11 buts : Bojan Krkić
- 10 buts : Xavi Hernández
- 6 buts : Seydou Keita
- 5 buts : Andrés Iniesta et Daniel Alves da Silva
- 4 buts : Eidur Smári Gudjohnsen
- 3 buts : Yaya Touré, Rafael Márquez et Sergio Busquets
- 2 buts : Gerard Piqué
- 1 but : Carles Puyol
- 1 but c.s.c : Jorge (Real Sporting de Gijón), Robson Wellington (Málaga CF), Ânderson Corrêa Polga (Sporting Clube de Portugal), Marco Caneira (Sporting Clube de Portugal) et Nasief Morris (Recreativo Huelva)

## Transferts
| Nom                | Nationalité | Transfert                       | Provenance/Destination | Division           |
| Arrivées           |             |                                 |                        |                    |
| Thierry Henry      | France      | Transfert (24M€)                | Arsenal FC             | Liga               |
| Seydou Keita       | Mali        | Transfert (14M€)                | Séville FC             | Liga               |
| Gerard Piqué       | Espagne     | Transfert (5M€)                 | Manchester United      | Premier League     |
| Alexander Hleb     | Biélorussie | Transfert (15M€)                | Arsenal FC             | Premier League     |
| Martín Cáceres     | Uruguay     | Transfert (16,5M€)              | Recreativo de Huelva   | Liga               |
| José Manuel Pinto  | Espagne     | Transfert                       | Celta Vigo             | Segunda División B |
| Sergio Busquets    | Espagne     | 1er contrat professionnel       | Réserve Barcelone      | Liga               |
| Prêts              |             |                                 |                        |                    |
| Henrique           | Brésil      | Prêt sans option d'achat (1 an) | Bayer Leverkusen       | Bundesliga         |
| Keirrison          | Brésil      | Prêt sans option d'achat (1 an) | Benfica Lisbonne       | Liga Sagres        |
| Víctor Sánchez     | Espagne     | Prêt sans option d'achat (1 an) | Xerez Club Deportivo   | Segunda División   |
| Aliaksandr Hleb    | Biélorussie | Prêt sans option d'achat (1 an) | VfB Stuttgart          | Bundesliga         |
| Martín Cáceres     | Uruguay     | Prêt avec option d'achat (1 an) | Juventus               | Série A            |
| Départs            |             |                                 |                        |                    |
| Ronaldinho         | Brésil      | Transfert (25M€)                | Milan AC               | Série A            |
| Deco               | Portugal    | Transfert (10M€)                | Chelsea FC             | Premier League     |
| Santiago Ezquerro  | Espagne     | Transfert                       | Osasuna Pampelune      | Liga               |
| Gianluca Zambrotta | Italie      | Transfert                       | Milan AC               | Série A            |
| Lilian Thuram      | France      | Retraite                        | -                      | -                  |

## Compétitions

### Trophée Joan Gamper
| Date       | Adversaire   | Lieu                | Score | Buteurs             |
| ---------- | ------------ | ------------------- | ----- | ------------------- |
| 17/08/2008 | Boca Juniors | Camp Nou, Barcelone | 2-1   | Puyol 92e Eto'o 94e |

### Parcours en Championnat d'Espagne
| Date       | J.  | Adversaire             | Lieu                                   | Score | Buteurs                                                          |
| ---------- | --- | ---------------------- | -------------------------------------- | ----- | ---------------------------------------------------------------- |
| 31/08/2008 | J01 | CD Numancia            | Nuevo Los Pajaritos, Soria             | 1-0   |                                                                  |
| 13/09/2008 | J02 | Racing Santander       | Camp Nou, Barcelone                    | 1-1   | Messi 71e (pen.)                                                 |
| 21/09/2008 | J03 | Real Sporting de Gijón | El Molinón, Gijón                      | 1-6   | Xavi 27e Eto'o 33e Jorge 48e (csc) Iniesta 69e Messi 85e 88e     |
| 24/09/2008 | J04 | Betis Séville          | Camp Nou, Barcelone                    | 3-2   | Eto'o 16e 22e Gudjohnsen 80e                                     |
| 27/09/2008 | J05 | Espanyol Barcelone     | Stade olympique de Montjuic, Barcelone | 1-2   | Henry 85e Messi 89e (pen.)                                       |
| 04/10/2008 | J06 | Atlético de Madrid     | Camp Nou, Barcelone                    | 6-1   | Márquez 3e Eto'o 5e (pen.) 18e Messi 8e Gudjohnsen 28e Henry 74e |
| 19/10/2008 | J07 | Athletic Bilbao        | Stade San Mamés, Bilbao                | 0-1   | Eto'o 61e                                                        |
| 25/10/2008 | J08 | UD Almería             | Camp Nou, Barcelone                    | 5-0   | Eto'o 5e Henry 13e Eto'o 21e 24e Alves 36e                       |
| 01/11/2008 | J09 | Málaga CF              | Stade La Rosaleda, Malaga              | 1-4   | Xavi 5e Messi 18e Xavi 51e Robson Wellington 82e (csc)           |
| 08/11/2008 | J10 | Real Valladolid        | Camp Nou, Barcelone                    | 6-0   | Eto'o 12e 30e 42e 44e Gudjohnsen 71e Henry 83e                   |
| 16/11/2008 | J11 | Recreativo Huelva      | Nuevo Colombino, Huelva                | 0-2   | Messi 51e Keita 85e                                              |
| 23/11/2008 | J12 | Getafe CF              | Camp Nou, Barcelone                    | 1-1   | Keita 71e                                                        |
| 29/11/2008 | J13 | Séville FC             | Sánchez-Pizjuán, Séville               | 0-3   | Eto'o 19e Messi 78e 90e                                          |
| 06/12/2008 | J14 | Valence CF             | Camp Nou, Barcelone                    | 4-0   | Henry 19e 27e Alves 47e Henry 78e                                |
| 13/12/2008 | J15 | Real Madrid            | Camp Nou, Barcelone                    | 2-0   | Eto'o 83e Messi 89e                                              |
| 21/12/2008 | J16 | Villarreal CF          | El Madrigal, Vila-real                 | 1-2   | Keita 54e Henry 67e                                              |
| 03/01/2009 | J17 | RCD Majorque           | Camp Nou, Barcelone                    | 3-1   | Henry 31e Iniesta 76e Touré 89e                                  |
| 11/01/2009 | J18 | CA Osasuna             | Reyno de Navarra, Pampelune            | 2-3   | Eto'o 44e Xavi 80e Messi 84e                                     |
| 17/01/2009 | J19 | Deportivo La Corogne   | Camp Nou, Barcelone                    | 5-0   | Messi 21e Henry 27e Eto'o 41e Henry 81e Eto'o 86e (pen.)         |
| 24/01/2009 | J20 | CD Numancia            | Camp Nou, Barcelone                    | 4-1   | Messi 51e Eto'o 54e Henry 71e Messi 76e                          |
| 01/02/2009 | J21 | Racing Santander       | Stade El Sardinero, Santander          | 1-2   | Messi 65e 80e                                                    |
| 08/02/2009 | J22 | Real Sporting de Gijón | Camp Nou, Barcelone                    | 3-1   | Eto'o 23e 40e Alves 66e                                          |
| 15/02/2009 | J23 | Betis Séville          | Stade Manuel Ruiz de Lopera, Séville   | 2-2   | Eto'o 44e 82e                                                    |
| 21/02/2009 | J24 | Espanyol Barcelone     | Camp Nou, Barcelone                    | 1-2   | Touré 61e                                                        |
| 01/03/2009 | J25 | Atlético de Madrid     | Stade Vicente-Calderón, Madrid         | 4-3   | Henry 19e Messi 30e Henry 73e                                    |
| 08/03/2009 | J26 | Athletic Bilbao        | Camp Nou, Barcelone                    | 2-0   | Busquets 17e Messi 31e (pen.)                                    |
| 15/03/2009 | J27 | UD Almería             | Mediterráneos, Almería                 | 0-2   | Bojan Krkić 52e 56e                                              |
| 22/03/2009 | J28 | Málaga CF              | Camp Nou, Barcelone                    | 6-0   | Xavi 19e Messi 25e Henry 32e Eto'o 43e Alves 51e Eto'o 57e       |
| 05/04/2009 | J29 | Real Valladolid        | Stade José-Zorrilla, Valladolid        | 0-1   | Eto'o 40e                                                        |
| 12/04/2009 | J30 | Recreativo Huelva      | Camp Nou, Barcelone                    | 2-0   | Iniesta 1re Morris 66e (csc)                                     |
| 19/04/2009 | J31 | Getafe CF              | Coliseum Alfonso Perez, Getafe         | 0-1   | Messi 19e                                                        |
| 22/04/2009 | J32 | Séville FC             | Camp Nou, Barcelone                    | 4-0   | Iniesta 3e Eto'o 16e Xavi 49e Henry 54e                          |
| 25/04/2009 | J33 | Valence CF             | Estadio de Mestalla, Valence           | 2-2   | Messi 24e Henry 85e                                              |
| 03/05/2009 | J34 | Real Madrid            | Stade Santiago Bernabéu, Madrid        | 2-6   | Henry 17e Puyol 20e Messi 35e Henry 57e Messi 74e Piqué 83e      |
| 10/05/2009 | J35 | Villarreal CF          | Camp Nou, Barcelone                    | 3-3   | Keita 11e Eto'o 35e Alves 45e                                    |
| 17/05/2009 | J36 | RCD Majorque           | ONO Estadi, Palma de Majorque          | 2-1   | Eto'o 9e                                                         |
| 24/05/2009 | J37 | CA Osasuna             | Camp Nou, Barcelone                    | 0-1   |                                                                  |
| 31/05/2009 | J38 | Deportivo La Corogne   | Stade du Riazor, La Corogne            | 1-1   | Eto'o 89e                                                        |

Le classement est calculé sur le barème de points classique (victoire à 3 points, match nul à 1, défaite à 0).
Pour départager les égalités, on tient d'abord compte de la différence de buts particulière, puis la différence de buts générale, puis le nombre de buts marqués et enfin si la qualification ou relégation est en jeu, les deux équipes jouent une rencontre d'appui sur terrain neutre.

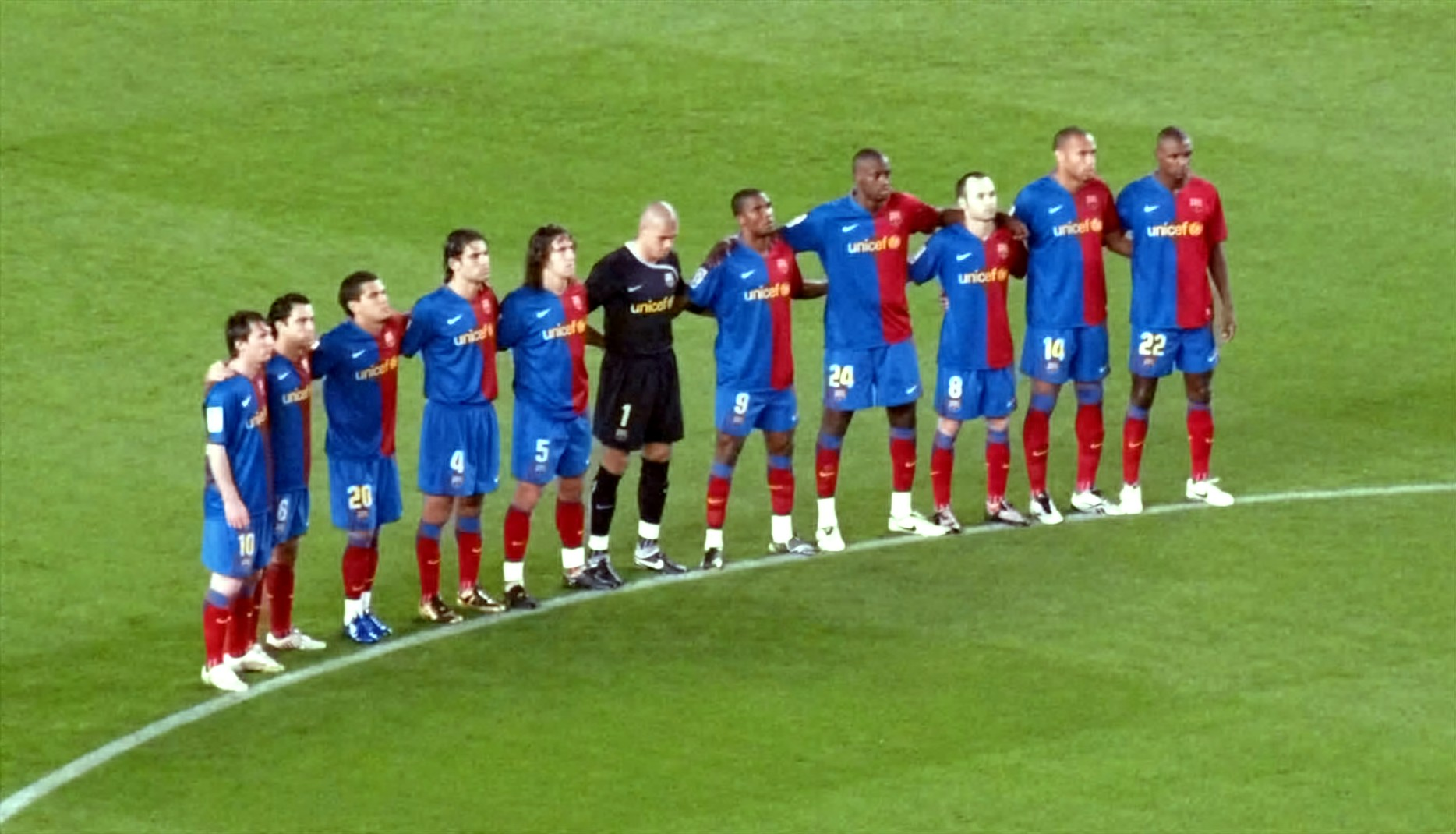
Le FC Barcelone avant le match aller contre l'UD Almería

| Rang | Équipe               | Pts | J  | G  | N  | P  | Bp  | Bc | Diff |
| ---- | -------------------- | --- | -- | -- | -- | -- | --- | -- | ---- |
| 1    | FC Barcelone (CR)    | 87  | 38 | 27 | 6  | 5  | 105 | 35 | +70  |
| 2    | Real Madrid          | 78  | 38 | 25 | 3  | 10 | 83  | 52 | +31  |
| 3    | Séville FC           | 70  | 38 | 21 | 7  | 10 | 54  | 39 | +15  |
| 4    | Atlético Madrid      | 67  | 38 | 20 | 7  | 11 | 80  | 57 | +23  |
| 5    | Villarreal CF        | 65  | 38 | 18 | 11 | 9  | 61  | 54 | +7   |
| 6    | Valence CF           | 62  | 38 | 18 | 8  | 12 | 68  | 54 | +14  |
| 7    | Deportivo La Corogne | 58  | 38 | 16 | 10 | 12 | 48  | 47 | +1   |
| 8    | Málaga CF P          | 55  | 38 | 15 | 10 | 13 | 55  | 59 | -4   |
| 9    | RCD Majorque         | 51  | 38 | 14 | 9  | 15 | 53  | 60 | -7   |
| 10   | Espanyol Barcelone   | 47  | 38 | 12 | 11 | 15 | 46  | 49 | -3   |
| 11   | UD Almería           | 46  | 38 | 13 | 7  | 18 | 45  | 61 | -16  |
| 12   | Racing Santander     | 46  | 38 | 12 | 10 | 16 | 49  | 48 | +1   |
| 13   | Athletic Bilbao      | 44  | 38 | 12 | 8  | 18 | 47  | 62 | -15  |
| 14   | Sporting de Gijón P  | 43  | 38 | 14 | 1  | 23 | 47  | 79 | -32  |
| 15   | Real Valladolid      | 43  | 38 | 12 | 7  | 19 | 46  | 58 | -12  |
| 16   | CA Osasuna           | 43  | 38 | 10 | 13 | 15 | 41  | 47 | -6   |
| 17   | Getafe CF            | 42  | 38 | 10 | 12 | 16 | 50  | 56 | -6   |
| 18   | Betis Séville        | 42  | 38 | 10 | 12 | 16 | 51  | 58 | -7   |
| 19   | CD Numancia P        | 35  | 38 | 10 | 5  | 23 | 38  | 69 | -31  |
| 20   | Recreativo Huelva    | 33  | 38 | 8  | 9  | 21 | 34  | 57 | -23  |

| Légende : Qualifications et relégations | Légende : Qualifications et relégations                                                 |
| --------------------------------------- | --------------------------------------------------------------------------------------- |
|                                         | Ligue des Champions 2009-2010 (Phase de Groupes)                                        |
|                                         | Ligue des Champions 2009-2010 (Tour de barrages pour les non-champions)                 |
|                                         | Ligue Europa 2009-2010 (Tour de barrages)                                               |
|                                         | Ligue Europa 2009-2010 (3e Tour de qualification)                                       |
|                                         | Relégation en Liga Adelante                                                             |
|                                         | : Tenant du titre 2007-2008 P : Promus en 2007-2008 (CR) : Vainqueur de la Coupe du Roi |

| Liga BBVA Champion 2008-2009 |
| ---------------------------- |
| FC Barcelone 19e Titre       |

### Parcours en Coupe d'Espagne de football
| Date       | Tour                        | Adversaire              | Lieu                                   | Score | Buteurs                                      |
| ---------- | --------------------------- | ----------------------- | -------------------------------------- | ----- | -------------------------------------------- |
| 28/10/2008 | Seizième de finale (aller)  | Benidorm Club Deportivo | Municipal de Foietes, Benidorm         | 0-1   | Bojan Krkić 55e                              |
| 12/11/2008 | Seizième de finale (retour) | Benidorm Club Deportivo | Camp Nou, Barcelone                    | 1-0   | Messi 87e (pen.)                             |
| 06/01/2009 | Huitième de finale (aller)  | Atlético Madrid         | Vicente-Calderón, Madrid               | 1-3   | Messi 11e 57e (pen.) 80e                     |
| 14/01/2009 | Huitième de finale (retour) | Atlético Madrid         | Camp Nou, Barcelone                    | 2-1   | Bojan Krkić 29e Gudjohnsen 79e               |
| 21/01/2009 | Quart de finale (aller)     | Espanyol Barcelone      | Stade olympique de Montjuic, Barcelone | 0-0   |                                              |
| 29/01/2009 | Quart de finale (retour)    | Espanyol Barcelone      | Camp Nou, Barcelone                    | 3-2   | Bojan Krkić 34e 48e Piqué 56e                |
| 05/02/2009 | Demi-finale (aller)         | RCD Majorque            | Camp Nou, Barcelone                    | 2-0   | Henry 35e Márquez 72e                        |
| 04/03/2009 | Demi-finale (retour)        | RCD Majorque            | ONO Estadi, Palma de Majorque          | 1-1   | Messi 82e                                    |
| 13/05/2009 | Finale                      | Athletic Bilbao         | Estadio de Mestalla, Valence           | 1-4   | Touré 31e Messi 54e Bojan Krkić 58e Xavi 64e |

| Copa del Rey Vainqueur 2008-2009 |
| -------------------------------- |
| FC Barcelone 25e Titre           |

### Parcours enLigue des champions
Le Barça se qualifie sans peine pour la ligue en infligeant un score total de 4-1 au Wisła Cracovie.
 
La ligue démarre plutôt bien pour le Barça qui gagne son premier match face au Sporting Clube de Portugal sur un résultat de 3-1. Il remporte aussi les deux matchs suivants sur des résultats de: 2-1 contre le FC Chakhtior Donetsk et 5-0 face au FC Bâle. La 4e journée, le Barça se qualifie pour les 1/8 de finale en arrachant le nul, 1-1,au match retour contre le FC Bâle.

#### Troisième tour de qualification
| Date       | J.     | Adversaire     | Lieu                          | Score | Buteurs                                |
| ---------- | ------ | -------------- | ----------------------------- | ----- | -------------------------------------- |
| 13/08/2008 | Aller  | Wisła Cracovie | Camp Nou, Barcelone           | 4-0   | Eto'o 17e Xavi 24e Henry 49e Eto'o 82e |
| 26/08/2008 | Retour | Wisła Cracovie | Stade Henryk Reyman, Cracovie | 1-0   |                                        |

#### Premier tour
| Date       | J.      | Adversaire                 | Lieu                            | Score | Buteurs                                                                      |
| ---------- | ------- | -------------------------- | ------------------------------- | ----- | ---------------------------------------------------------------------------- |
| 16/09/2008 | Match 1 | Sporting Clube de Portugal | Camp Nou, Barcelone             | 3-1   | Márquez 21e Eto'o 58e (pen.) Xavi 88e                                        |
| 01/10/2008 | Match 2 | Shakhtar Donetsk           | Donbass Arena, Donetsk          | 1-2   | Messi 86e 90e                                                                |
| 22/10/2008 | Match 3 | FC Bâle                    | Parc Saint-Jacques, Bâle        | 0-5   | Messi 3e Busquets 15e Bojan Krkić 21e 48e Xavi 49e                           |
| 04/11/2008 | Match 4 | FC Bâle                    | Camp Nou, Barcelone             | 1-1   | Messi 62e                                                                    |
| 26/11/2008 | Match 5 | Sporting Clube de Portugal | Estádio José Alvalade, Lisbonne | 2-5   | Henry 13e Polga 15e (csc) Messi 52e Caneira 65e (csc) Bojan Krkić 72e (pen.) |
| 09/12/2008 | Match 6 | Shakhtar Donetsk           | Camp Nou, Barcelone             | 2-3   | Bojan Krkić 55e Busquets 84e                                                 |

| Rang | Équipe            | Pts | J | G | N | P | Bp | Bc | Diff |  | Résultats (▼ dom., ► ext.) |     |     |     |     |
| ---- | ----------------- | --- | - | - | - | - | -- | -- | ---- |  | -------------------------- | --- | --- | --- | --- |
| 1    | FC Barcelone      | 13  | 6 | 4 | 1 | 1 | 18 | 8  | +10  |  | FC Barcelone               |     | 3-1 | 2-3 | 1-1 |
| 2    | Sporting Portugal | 12  | 6 | 4 | 0 | 2 | 8  | 8  | 0    |  | Sporting Portugal          | 2-5 |     | 1-0 | 2-0 |
| 3    | Shakhtar Donetsk  | 9   | 6 | 3 | 0 | 3 | 11 | 7  | +4   |  | Shakhtar Donetsk           | 1-2 | 0-1 |     | 5-0 |
| 4    | FC Bâle           | 1   | 6 | 0 | 1 | 5 | 2  | 16 | -14  |  | FC Bâle                    | 0-5 | 0-1 | 1-2 |     |

#### 1/8 de finale
| Date       | J.     | Adversaire         | Lieu                   | Score | Buteurs                                       |
| ---------- | ------ | ------------------ | ---------------------- | ----- | --------------------------------------------- |
| 24/02/2009 | Aller  | Olympique lyonnais | Stade de Gerland, Lyon | 1-1   | Henry 67e                                     |
| 11/03/2009 | Retour | Olympique lyonnais | Camp Nou, Barcelone    | 5-2   | Henry 25e 27e Messi 39e Eto'o 42e Keita 90+5e |

#### 1/4 de finale
| Date       | J.     | Adversaire    | Lieu                  | Score | Buteurs                                |
| ---------- | ------ | ------------- | --------------------- | ----- | -------------------------------------- |
| 08/04/2009 | Aller  | Bayern Munich | Camp Nou, Barcelone   | 4-0   | Messi 9e Eto'o 12e Messi 38e Henry 43e |
| 14/04/2009 | Retour | Bayern Munich | Allianz-Arena, Munich | 1-1   | Keita 73e                              |

#### Demi-Finale
| Date       | J.     | Adversaire | Lieu                     | Score | Buteurs       |
| ---------- | ------ | ---------- | ------------------------ | ----- | ------------- |
| 28/04/2009 | Aller  | Chelsea FC | Camp Nou, Barcelone      | 0-0   |               |
| 06/05/2009 | Retour | Chelsea FC | Stamford Bridge, Londres | 1-1   | Iniesta 90+3e |

#### Finale
| Date       | Adversaire        | Lieu                  | Score | Buteurs              |
| ---------- | ----------------- | --------------------- | ----- | -------------------- |
| 27/05/2009 | Manchester United | Stadio olimpico, Rome | 2-0   | Eto'o 10e, Messi 70e |

| Ligue des champions Vainqueur 2008-2009 |
| --------------------------------------- |
| FC Barcelone 3e Titre                   |